# Die ewige Eva
Die ewige Eva ist eine US-amerikanische Filmkomödie von Henry Koster aus dem Jahr 1941.

## Handlung
Der Millionär Jonathan Reynolds liegt in New York im Sterben. Sein Sohn Johnny reist aus Mexiko-Stadt an das Krankenbett seines Vaters. Von Dr. Harvey erfährt er, dass sein Vater nicht mehr lange zu leben hat und es sein letzter Wunsch ist, Johnnys zukünftige Ehefrau noch kennenzulernen. Johnny fährt schnell in sein Hotel, um seine Verlobte Gloria Pennington zu holen. Doch dort erfährt er, dass Gloria mit ihrer Mutter den Abend über ausgegangen ist. In seiner Verzweiflung fragt er die junge Garderobenfrau Anne Terry, ob sie für einen Abend Gloria spielen könne. Anne stimmt dem zu, und der alte Jonathan mag seine zukünftige Schwiegertochter vom ersten Moment an.
Wider Erwarten fühlt sich der alte Jonathan am nächsten Morgen besser als erwartet. Er fragt, ob er seine Schwiegertochter noch einmal sehen dürfe. Dr. Harvey ist besorgt um die Gesundheit seines Patienten und bittet Johnny, das Spiel mit der falschen Gloria weiterzuspielen. Anne Terry will jedoch in ihre Heimatstadt nach Ohio abreisen. Johnny erwischt sie in letzter Sekunde am Bahnhof. Als er mit Anne nach Hause kommt, ist plötzlich auch Gloria mit ihrer Mutter dort erschienen. Johnny versucht, die Situation zu erklären. Die angehende Opernsängerin Anne erfährt dabei, dass der alte Jonathan gute Kontakte zur New Yorker Opernwelt hat, und möchte nun diese Chance nutzen. Sie macht den Vorschlag, eine Party für den alten Jonathan zu geben, wo sie eine Probe ihres gesanglichen Könnens abgeben könne. Johnny stimmt zu, möchte aber seinem Vater die richtige Gloria vorstellen. Er möchte dem Vater mitteilen, dass er und Gloria (Anne) sich getrennt haben und seine neue Freundin die richtige Gloria sei. Anne bittet ihn, damit bis nach der Party zu warten. Johnny weigert sich jedoch. Er könne nicht ganz New York glauben machen, dass sie seine Verlobte sei.
Am nächsten Abend informiert Johnny seinen Vater über die Trennung. In diesem Moment stürzt Anne herein und bittet Johnny um Vergebung. Johnny wird von seinem Vater fast gezwungen, ihr zu vergeben. Als Jonathan den Raum verlässt, erfährt er durch den darauf folgenden lautstarken Streit zwischen Anne und Johnny die wahre Geschichte. Zu allem Überdruss kommen nun auch noch Gloria und ihre Mutter an. Erneut sehen sie Johnny mit Anne und Johnnys Mund weist unverkennbar Lippenstiftspuren auf. Nun reicht es Mutter und Tochter. Verärgert reisen sie wieder ab.
Schließlich kommt der Abend der Party. Jonathan ist wieder bei bester Gesundheit, und Johnny kommt mit Gloria und ihrer Mutter zur Party. Seinem Vater erklärt er, dass Anne Kopfschmerzen habe und nicht kommen könne. Jonathan macht sich daraufhin auf den Weg zu Anne. Er erklärt ihr, dass er die wahre Geschichte kenne, aber noch ein letztes Mal mit ihr ausgehen möchte. Sie gehen in einen Nachtclub, wo sie gemeinsam trinken und tanzen. Als Johnny und Dr. Harvey in den Nachtclub kommen, schüttet sie Johnny ihren Drink ins Gesicht und verlässt das Lokal.
Am nächsten Tag erwischt Johnny Anne erneut im letzten Moment am Bahnhof, um ihr zu sagen, dass sein Vater erneut einen Herzanfall gehabt habe und Jonathan sie zu sehen wünsche. Als sie bei Jonathan ankommen, stellen sie fest, dass der Herzanfall nur vorgetäuscht war. Er wollte Johnny und Anne nur wieder zusammenbringen. Die beiden erkennen ihre wahren Gefühle füreinander, was Jonathan mit Freude aufnimmt. Genussvoll zieht er sich zurück und raucht eine ihm verbotene Zigarre.

## Hintergrund
Der Film entstand nach einer Geschichte von Hanns Kräly. Diese Geschichte wurde später noch zweimal verfilmt. 1964 unter dem Titel So bändigt man Eva von Jack Smight mit Sandra Dee und Maurice Chevalier. 1973 entstand eine deutsche Fassung mit dem Titel Oh Jonathan – oh Jonathan! von Franz Peter Wirth mit Heinz Rühmann.

## Kritiken
„Witzige romantische Komödie mit einer Glanzleistung von Charles Laughton.“

„Ein Film ohne tiefere Bedeutung, der aber um Charles Laughtons Charakterrolle wegen immer noch vergnüglich anzusehen ist.“

## Auszeichnungen
Die Filmmusik des Films wurde 1943 für einen Oscar nominiert.